# Липняки (Могилёвская область)
Липняки́ (бел. Ліпнякі) — посёлок в составе Бортниковского сельсовета Бобруйского района Могилёвской области Республики Беларусь.

## Население
- 1999 год — 14 человек
- 2010 год — 4 человека